# Gašinci
Gašinci – wieś w Chorwacji, w żupanii osijecko-barańskiej, w gminie Satnica Đakovačka. W 2011 roku liczyła 691 mieszkańców.